# Une histoire ordinaire
Une histoire ordinaire (en russe Обыкновенная история, « Obyknovennaja Istorija ») est le premier roman de l'écrivain russe Ivan Gontcharov. Le roman a été publié dans Le Contemporain à Saint-Pétersbourg en mars et avril 1847.

## Contexte
Entrepris en 1844 et 1845, le manuscrit est acheté par Nikolaï Nekrassov, alors nouveau directeur du Contemporain. Vissarion Belinski lui accorde une critique favorable et le roman de Gontcharov connaît un succès immédiat. Ce fut la première publication importante de l'écrivain, selon qui ce roman formait une trilogie avec Oblomov et Le Ravin. Le titre de ce dernier ouvrage est quelques fois traduit par La Falaise. Aujourd'hui ce livre fait partie des 100 livres pour les élèves en fédération de Russie no 33.

## Personnages
- Alexandre Fedorytch Adouïev (Sacha, ou Sachenka) : un jeune gentilhomme, le héros du roman ;
- Evséï Ivanytch (Evséïouchka), son valet, auprès de lui depuis l'enfance ;
- Anna Pavlovna Adouieva : mère d'Alexandre, propriétaire foncière sans fortune ;
- Piotr Adouïev : oncle d'Alexandre, envoyé à 20 ans à Saint-Pétersbourg par son frère aîné, le père d'Alexandre. Il possède une fabrique de verrerie et de faïence. Homme de raison, de décision, au contrôle permanent de ses émotions ;
- Lisaveta Alexandrovna : sa tante, épouse de Piotr. Femme au foyer, sensible et empathique, mais soumise à l'époux ;
- Maria Pavlovna Gorbatova, ancienne amoureuse de Piotr, qui reçut une fleur jaune offerte par lui dans leurs jeunesses

Période de vie en province : 
- Sofia Wassilievna, l'amoureuse du héros  ;
- Maria Karpovna, sa mère ;
- Pospielov, ami d'Alexandre, qui fit des kilomètres pour participer au départ du héros de sa province ;
- Anton Ivanytch, le "Juif-errant" ;
- Wassili Tikhonovitch Zaeizjalov, un voisin de province qui a des problèmes de vente notariée ;

Première période de vie à Saint-Pétersbourg (chapitre III, p 89): 
- Nadinka, Nadejna Alexanrovna Lioubetskaïa, amoureuse du héros  ;
- Maria Mickhaïlovna, sa mère ;
- Le comte Novinski, voisin des Lioubetski, récent ami de Nadinka, très présent auprès de sa jeune voisine ;

## Résumé

### Première partie
Alexandre Adouïev - un jeune gentilhomme, « trois fois romantique selon sa nature, son éducation et les circonstances de la vie ». Élevé d'une manière patriarcale et seigneuriale, Alexandre Adouïev va chez son oncle pour poursuivre ses études à Saint-Pétersbourg. Alexandre, riche de rêves sublimes, d'amour envers toute l'humanité et de foi en sa vocation, espère réaliser ses trois rêves principaux - devenir un poète et un écrivain célèbre, trouver « l'amour éternel » et « l'amitié immuable ». De nombreux affrontements du héros avec la vie rigide et cynique de Pétersbourg le convainquent finalement qu'il faut être aussi rigide et cynique pour pouvoir faire sa carrière et son bonheur. Il n'a pas réussi à devenir un poète puisqu'il s'est avéré qu'il y avait de nombreux poètes aussi médiocres que lui et en ce qui concerne devenir un écrivain, il a aussi échoué parce qu'il n'a pas de talent en écrivant ce que tout le monde connaît. En rencontrant son premier amour à Saint-Pétersbourg nommé Nadia, Alexandre était sûr qu'il allait se marier avec elle, mais Nadia lui a préféré le comte Novinskï, qui s'est avéré un vieux routier et un esprit large. Ce sont les qualités dont Nadia a eu besoin. Alexandre est déçu par l'amour. Et bientôt, son amitié aussi est déçue : il a rencontré par hasard son ami d'enfance Pospelov dans la perspective Nevski. Ils ne se sont pas vus depuis l'arrivée d'Alexandre à Saint-Pétersbourg. Mais Pospelov ne l'a invité que pour parler de sa carrière et du travail, ce qui paraît étrange à Alexandre alors qu'il souhaitait parler d'amour, du romantisme et de leur enfance. Finalement, Alexandre s'en est allé.

### Épilogue
Dans l'épilogue du roman, on apprend qu'après 15 ans Alexandre est devenu un entrepreneur prospère aussi cynique que tout le monde et qu'il a contracté un mariage de raison.

## Édition française
Simple histoire, Ivan Gontcharov, trad.E.Halpérine, Perrin et cie, 1887.
 : document utilisé comme source pour la rédaction de cet article.
- Ivan Gontcharov (trad. du russe par E. Halpérine, révision : André Cabaret), Une histoire ordinaire, Belfort, Circé, 1998, 412 p. (ISBN 978-2-84242-028-4)